# Encamp
Encamp je župa u Andori koja se nalazi na rijeci Gran Valiri. Najviši vrh ove župe je Pic dels Pessons (2865 m).
Gospodarstvo župe temelji se na turizmu. Glavne turističke aktivnosti su skijanje i planinarenje. Na području župe postoji jedna hidroelektrana. Encamp je žičarom povezan s mjestom Engolasters u župi Escaldes-Engordany. Trenutno se gradi cestovni tunel između Encampa i mjesta Anyós u župi La Massana, što će znatno skratiti putovanje između ta dva mjesta.

## Naselja
- Encamp
- Tremat
- Mosquera
- Les Bons
- Vila
- Pas de la Casa
- Grau Roig

## Vanjske poveznice
- Župa Encamp